# Morena Baccarin
Morena Silva de Vaz Setta Baccarin (Rio de Janeiro, 2 de junho de 1979) é uma atriz brasileira-americana. Saiu do Brasil aos sete anos de idade e aos vinte e três anos, tornou-se célebre pelo papel de Inara Serra na série de televisão Firefly e no filme Serenity (2005), baseado na série, no papel de Anna na série V , no papel de Ádria em Stargate SG-1 e por seu trabalho na série dramática Homeland. Trabalhou no seriado Gotham, no papel da Dra. Lee Thompkins. Também interpreta Vanessa nos filmes Deadpool (2016), Deadpool 2 (2018) e Deadpool & Wolverine (2024).

## Biografia
Filha do jornalista Fernando Baccarin e da atriz Vera Setta, mudou-se com a família para os Estados Unidos, quando tinha sete anos de idade, se estabelecendo em Nova Iorque. Ali estudou no Juilliard School, e foi colega de escola da também atriz Claire Danes (com quem contracenou na série Homeland).
Seu nome foi escolhido por sua mãe, que ao saber que a maquiadora com quem trabalhou tinha batizado  sua filha de "Morena", gostou da ideia e decidiu fazer o mesmo.

## Carreira

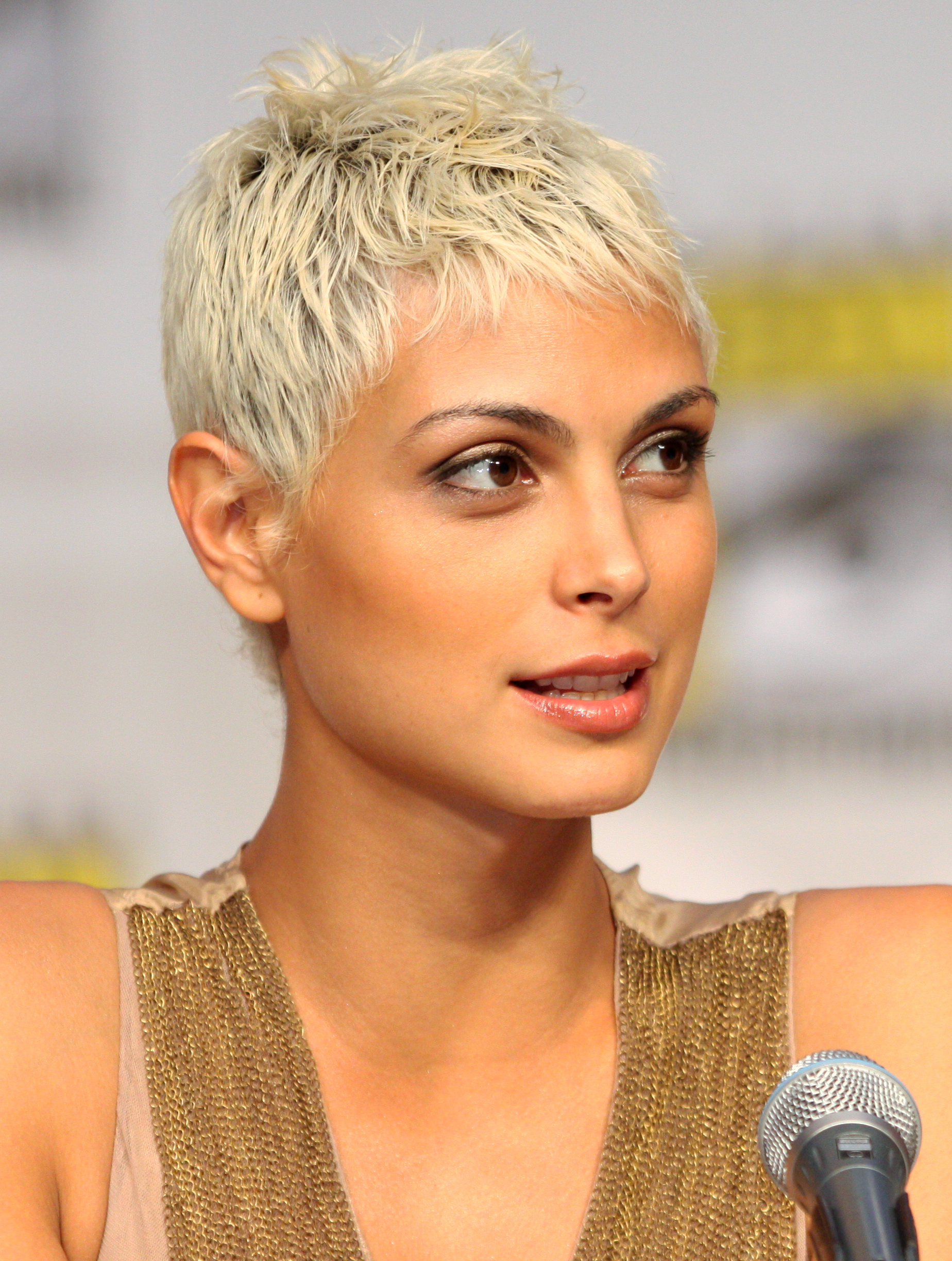
Morena no San Diego Comic Con International, em 2010

Trabalhou, desde o ano 2000, como atriz no circuito off-Broadway, onde chegou a substituir nos ensaios de uma peça de Tchecov a atriz Natalie Portman e contracenou com Meryl Streep, de quem recebeu então um elogio indireto: "Ninguém pode ficar doente aqui, pois os substitutos são melhores que nós"; apesar disto, ganhava mal pelos trabalhos e resolveu experimentar conseguir algo melhor em Los Angeles, em 2001, dando a si mesma um prazo de 7 dias para conseguir algo. Em menos de uma semana, contudo, fez um teste para Firefly, sendo então contratada, fazendo parte do elenco da série de ficção-científica ambientada no ano 2517, interpretando Inara Serra, uma cortesã de luxo. Fez também aparições em seriados como The O.C. e How I Met Your Mother.
Também em 2001, ganhou o prêmio de melhor atriz no Wine Country Film Festival pelo seu trabalho no filme Way Off Broadway Mais tarde interpretou Adria, uma personagem meio humana e meio alienígena, no seriado Stargate SG-1. Com o lançamento da série V, em 2009, onde interpreta a antagonista principal, como Anna, a líder da raça extraterrestre que planeja conquistar a Terra, teve seu rosto estampado em todos os lugares e mídias, numa projeção que a surpreendeu ao longo dos dez anos de carreira que completava naquele ano. Graças à série, Baccarin foi indicada, em 2010, ao Scream Awards como atriz revelação.
Em 2014 ela foi anunciada para integrar o elenco principal de Warriors, uma série médica da Rede ABC com previsão de estreia em setembro daquele ano.
Também em 2014, Morena conseguiu um papel no seriado Gotham, da Fox, como a Dra. Leslie Thompkins, uma médica do Asilo Arkham, onde encontra James Gordon (Ben McKenzie), que futuramente se tornaria seu namorado na vida real.
Em 2019 estreou a quarta temporada da série Sessão de Terapia ao lado de Selton Mello, atuando em português. Participa também da quinta temporada, prevista para estrear em 2021.
Em maio de 2024, a rede americana CBS confirmou a encomenda da série Sheriff Country, spin-off de Fire Country, que terá Morena Baccarin na pele da personagem titular: a xerife Mickey Fox.

## Vida pessoal

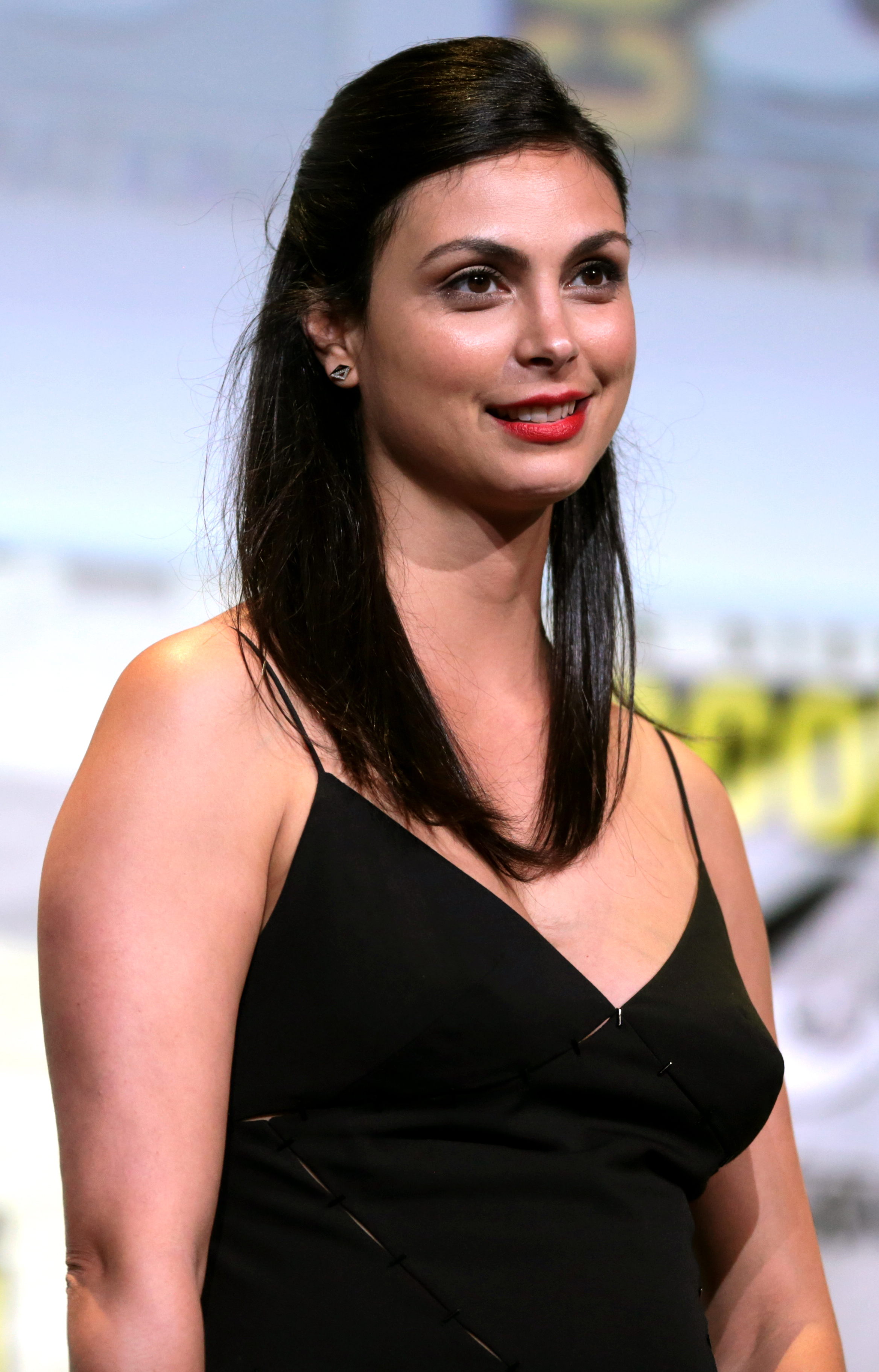
Morena Baccarin, em 2016.

Baccarin casou-se em 2011 com o escritor e diretor Austin Chick. Desta união tiveram um filho, Julius, em 2013. Morena e Austin separaram-se em junho de 2015. Em 2015, Austin Chick pediu o divórcio alegando diferenças irreconciliáveis.
Desde agosto de 2015 tem um relacionamento com o ator Ben McKenzie. Os dois são parceiros de cena na série Gotham.
No dia 24 de setembro de 2015 foi divulgado que Morena estava esperando um bebê de Ben McKenzie. A filha do casal, Frances Laiz Setta Schenkkan, nasceu no dia 2 de março de 2016.
No ano de 2021, Morena e Ben tiveram seu terceiro filho, Arthur, cujo nascimento foi anunciado através das redes sociais do casal no dia 9 de março de 2021.

## Filmografia
| Ano       | Título                             | Papel                        | Notas                    | Outras observações                                             |
| --------- | ---------------------------------- | ---------------------------- | ------------------------ | -------------------------------------------------------------- |
| 2001      | Way Off Broadway                   | Rebecca                      |                          |                                                                |
| 2001      | Perfume                            | Monica                       |                          |                                                                |
| 2002      | Roger Dodger                       | Garota no bar                |                          |                                                                |
| 2002      | Firefly                            | Inara Serra                  | Série de TV              | 14 episódios                                                   |
| 2003      | Still Life                         | LerMaggie Jones              | Série de TV              | 6 episódios                                                    |
| 2005      | Justice League Unlimited           | Black Canary                 | Série Animada            | 3 episódios                                                    |
| 2005      | Serenity                           | Inara Serra                  | Série de TV              |                                                                |
| 2006      | Kitchen Confidential               | Gia                          | Série de TV              |                                                                |
| 2006      | How I Met Your Mother              | Chloe                        | Série de TV              | Segunda temporada, episódio 7, "Swarley"                       |
| 2006      | The O.C.                           | Maya Griffin                 | Série de TV              | 3 episódios                                                    |
| 2006      | Justice                            | Lisa Cruz                    | Série de TV              |                                                                |
| 2007      | Heartland                          | Enfermeira Jessica Kivala    | Série de TV              | 9 episódios                                                    |
| 2007      | Sands of Oblivion                  | Alice Carter                 | Filme                    |                                                                |
| 2007      | Las Vegas                          | Sara Samari                  | Série de TV              |                                                                |
| 2007      | Stargate SG-1                      | Adria                        | Série de TV              | 5 episódios                                                    |
| 2008      | Death in Love                      | Namorada do filho mais velho | Filme                    |                                                                |
| 2008      | Stargate: The Ark of Truth         | Adria                        | Série de TV              |                                                                |
| 2008      | Dirt                               | Claire Leland                | Série de TV              | 1 episódio                                                     |
| 2008      | Stolen                             | Rose Montgomery              |                          |                                                                |
| 2008      | Numb3rs                            | Lynn Potter                  | Série de TV              | Episódio 503; "Blowback"                                       |
| 2008      | T Takes                            | Hóspede do quarto 111        | (internet)               | Episódio 2: "Room 111"                                         |
| 2009      | Medium                             | Brooke Hoyt                  | Série de TV              | Episódio 509;"All In The Family"                               |
| 2009      | V                                  | Anna                         | Série de TV              |                                                                |
| 2011      | The Mentalist                      | Erica Flynn                  | Série de TV              | Episódio 65;"Every Rose Has Its Thorn"                         |
| 2011      | Batman: The Brave and the Bold     | Cheetah                      | Série de desenho animado | Terceira Temporada, Episódio 8: "Triumvirate of Terror!"       |
| 2011      | Homeland                           | Jessica Brody                | Série de TV              |                                                                |
| 2011      | Look Again                         | Allison                      | Filme                    |                                                                |
| 2014      | Warriors                           |                              | Filme                    |                                                                |
| 2014      | Back In The Day                    | Laurie Miller                | Filme                    |                                                                |
| 2014      | Son of Batman                      | Talia Al Ghul (Voz)          | Filme animado            |                                                                |
| 2014      | A Tenda Vermelha                   | Rachel                       | Mini Série               |                                                                |
| 2014      | The Flash                          | Gideon (voz)                 | Série de TV              | Primeira Temporada: 7 episódios Segunda Temporada: 2 episódios |
| 2014-2019 | Gotham                             | Dra. Leslie Thompkins        | Série de TV              | Recorrente                                                     |
| 2015      | A Espiã Que Sabia de Menos         | Karen Walker                 | Filme                    |                                                                |
| 2016      | Deadpool                           | Vanessa Carlysle             | Filme                    |                                                                |
| 2018      | Deadpool 2                         | Vanessa Carlysle             | Filme                    |                                                                |
| 2019      | Desventuras em Série               | Beatrice Baudelaire          | Série de TV              | Terceira Temporada                                             |
| 2019      | Sessão de Terapia                  | Dra. Sofia Callas            | Série de TV              | 4ª temporada                                                   |
| 2020      | Destruição Final: O Último Refúgio | Allison Garrity              | Filme                    |                                                                |
| 2020      | Além da Imaginação                 | Michelle Weaver              | Série de TV              | Segunda Temporada; Segundo Epsódio                             |
| 2021      | Home Invasion                      | Casie                        | Série de TV              | Primeira Temporada                                             |
| 2021      | Regresso Ao Amor                   | Rebecca McAllister           | Filme                    |                                                                |
| 2021      | Last Look                          | Lorena Nascimento            | Filme                    |                                                                |
| 2022      | Destiny 2: The Witch Queen         | Sagira                       | Video Game               |                                                                |
| 2022      | The Endgame                        | Elena Federova               | Série de TV              |                                                                |
| 2024      | Deadpool & Wolverine               | Vanessa Carlysle             | Filme                    |                                                                |

## Ativismo
Baccarin trabalha com o Comitê Internacional de Resgate em nome dos refugiados. Em janeiro de 2019, ela escreveu um artigo na revista Newsweek descrevendo suas experiências. Ela estava entrevistando refugiados da Venezuela durante uma viagem à Colômbia. Naquela época, ela alertou para uma situação em evolução, o que poderia levar a um aumento de refugiados pedindo abrigo nos EUA.

## Prêmios e indicações
| Ano  | Prêmio                      | Categoria                                       | Trabalho         | Resultado |
| ---- | --------------------------- | ----------------------------------------------- | ---------------- | --------- |
| 2001 | Wine Country Film Festival  | Melhor Atriz                                    | Way Off Broadway | Venceu    |
| 2010 | Saturn Award                | Melhor Atriz Coadjuvante de Televisão           | V                | Indicado  |
| 2011 | Saturn Award                | Melhor Atriz Coadjuvante de Televisão           | V                | Indicado  |
| 2013 | Prémios Screen Actors Guild | Melhor Performance de Elenco em Série Dramática | Homeland         | Indicado  |
| 2013 | Emmy                        | Melhor Atriz Coadjuvante em Série de Drama      | Homeland         | Indicado  |